# 本町線
本町線（日语：／ Hommachi sen */?），是一條由伊予鐵道營運的鐵道路線，連接愛媛縣松山市的南堀端停留場至本町六丁目停留場，是伊予鐵其中一條較新的軌道路線，路線沿國道196號興建，直至本町六丁目，為併設路面，一般汽車在有需要時亦可駛入。
當本町線開通時，伊予鐵亦在城北線上加設了同名車站，地理上，本町線和城北線的路軌只由一條斑馬線所分隔，但兩路軌由始至今從未有曾經連接過，現時位於本町線的盡頭，仍然設有防撞標記和柵杆。此外，全線均不設任何交換車站，即是說當有電車駛入後，只有待該列車回程後駛回城南線才可以讓另一架電車進入。

## 路線資料
- 路線距離（營業距離）：1.9公里
- 軌距：1067毫米
- 停留場數：6個（包括起終點站）
- 複線路段：全線單線
- 電氣化路段：全線電氣化（直流600V）
- 閉塞方式：自動閉塞式
- 可交會車站：沒有

## 運行系統
- 6 本町線（全線）

除早上班次為約20分鐘一班外，自10:00起至尾班車，皆為定點30分一班。由於路線與伊予鐵巴士所營運的「66號北條線」完全重疊，巴士每小時能提供4個班次，而且能直達松山市站，因而比6號系統更受歡迎，且路面列車月台為全開放式無任何月台圍欄或上蓋裝置，且位處國道中央，候車環境極不理想，都是導致乘客不多的原因。2020年，服務時間更縮減至只於平日，周末及假日不設服務。

## 歷史
- 1907年3月：松山電氣軌道曾經在札辻（即現在本町三丁目）～本町（即現在本町四丁目）間東側舖設路軌經過。
- 1921年4月1日：伊予鐵道與松山電氣軌道合併。
- 1946年8月19日：本町 - 西堀端間休止。
- 1948年7月1日：本町 - 西堀端間廢線，替代路線南堀端～本町三丁目（即現在本町四丁目）的本町線開業。
- 1962年2月1日：本町三丁目～本町七丁目（即現在本町六丁目）間開業。
- 2015年3月1日：行經本線的電車加設英文到站提示廣播[1]。
- 2018年3月1日：西堀端停留場的本町線站台獨立為「本町一丁目」。起點站替换南堀端停留場。

## 停留場列表
所有停留場都位於愛媛縣松山市
| 車站編號 | 中文停留場名 | 日文停留場名 | 英文停留場名 | 營業距離 | 系統  | 接續路線                           |
| -------- | ------------ | ------------ | ------------ | -------- | ----- | ---------------------------------- |
| 02       | 南堀端       |              |              | 0.0      | 6號線 | 伊予鐵道：城南線                   |
| 25       | 本町一丁目   |              |              | 0.4      | 6號線 | 伊予鐵道：大手町線（西堀端停留場） |
| 26       | 本町三丁目   |              |              | 1.0      | 6號線 |                                    |
| 27       | 本町四丁目   |              |              | 1.3      | 6號線 |                                    |
| 28       | 本町五丁目   |              |              | 1.6      | 6號線 |                                    |
| 29       | 本町六丁目   |              |              | 1.9      | 6號線 | 伊予鐵道：城北線                   |